# Karl Eneberg
Karl Fredrik Eneberg, född 19 mars 1841 i Närpes, död 24 maj 1876 i Mosul, var en finländsk orientalist och Finlands första assyriolog. 

## Biografi
Karl Fredrik Eneberg föddes i Närpes som son till kyrkoherde Isak Reinhold Eneberg och Fredrika Lovisa von Knorring. Han avlade studentexamen 1860 och blev filosofie kandidat 1868 samt filosofie licentiat 1872. Eneberg studerade grekiska och latin i Helsingfors och fortsatte sina studier i Sankt Petersburg 1870 och Leipzig. Han blev docent i orientaliska språk vid Helsingfors universitet 1874.
År 1876 reste Eneberg till Orienten för att genomföra utgrävningar i Babylon och Nineve, men avled under outredda omständigheter i Mosul samma år.

## Forskning och Arv
Eneberg var en pionjär inom assyriologi i Finland och hans arbete lade grunden för framtida forskning inom området. Hans korrespondens med ungdomskärleken Minette Munck inspirerade Jörn Donners bok Kärlekens ingenmansland (2002).